# Nelson Freire
Nelson Pinto Freire  (Boa Esperança, 18 de octubre de 1944-Río de Janeiro, 1 de noviembre de 2021) fue un pianista brasileño.

## Biografía
Comenzó a tocar piano cuando tenía tres años, sorprendiendo a todos al tocar de memoria piezas que habían sido ejecutadas por su hermana mayor, Nelma. Sus principales profesores en Brasil fueron Nise Obino y Lúcia Blanco, que había estudiado con un alumno de Franz Liszt. En su primer recital, a los 5 años de edad, escogió la Sonata en Lá mayor, K. 331 de Mozart.
En 1957, a los 12 años de edad, fue séptimo en el Concurso Internacional de Piano de Río de Janeiro, cuyo vencedor fue el austríaco Alexander Jenner y en la prueba final ejecutó el Concierto para piano N.º 5 «Emperador», de Beethoven. El jurado del Concurso estaba compuesto por Marguerite Long, Guiomar Novaes y Lili Kraus. Ganó del entonces Presidente de Brasil, Juscelino Kubitschek, una bolsa de estudios para ir Viena a aprender con Bruno Seidlhofer, que también enseñó a Friedrich Gulda.
En 1964, conquistó el primer premio en el Concurso Internacional de Piano Vianna da Motta en Lisboa y en Londres recibió las medallas de oro Dinu Lipatti y Harriet Cohen.
Se embarcó en su carrera internacional en 1959, dando recitales y conciertos en las mayores ciudades de Europa, Estados Unidos, Centroamérica, América del Sur, Japón e Israel. Trabaja también con muchos de los más prestigiados directores, incluyendo Pierre Boulez, Eugen Jochum, Lorin Maazel, Charles Dutoit, Kurt Masur, André Previn, David Zinman, Vaclav Neumann, Valery Gergiev, Rudolf Kempe (con quienes realizó diversas giras por Estados Unidos y Alemania con la Royal Philharmonic Orchestra), Gennady Rozhdestvensky, Hans Graf, Hugh Wolff, Roberto Carnevale, John Nelson, Seiji Ozawa y Isaac Karabtchevsky.
Se presentó cómo invitado de orquestas de prestigio, tales como: Berliner Philharmoniker, Münchner Philharmoniker, Bayerische Rundfunk Orchester, Royal Concertgebouw Orchester, Rotterdam Philharmonic Orchestra, Tonhalle Orchester Zúrich, Wiener Symphoniker, Czech Philharmonic, Orchestre de la Suisse Romande, London Symphony Orchestra, Royal Philharmonic Orchestra, Orquesta Sinfônica del Estado de São Paulo, Orquesta Sinfônica Nacional de la Radio MEC, Orquesta Sinfônica de Paraná, Israel Philharmonic, Orchestre de París, Orchestre National de France, Orchestre National des Pays de la Loire, Philharmonique de Radio France, Orchestre de Monte Carlo y otras orquestas de Baltimore, Boston, Chicago, Cleveland, Los Ángeles, Montreal, Nueva York y Filadelfia.
En 1999 en Varsovia  tuvo un triunfo genuino con su interpretación del Concierto para Piano y Orquesta N.º 2 de Chopin, marcando los 150 años de aniversario de la muerte del compositor. En diciembre de 2001, presidió el jurado del Concurso de Piano Marguerite Long en París.
Realizó actuaciones en el Carnegie Hall en Nueva York acompañado de la Orquesta Filarmónica de San Petersburgo, en el Festival Internacional de Música Primavera de Pragua con la Orchestre National de France y con las principales orquestas de Baltimore, Boston, Montreal, Nueva York y Utah. También se ha presentado con la English Chamber Orchestra (en Francia y Portugal), Orchestre de la Radio Suisse Italienne y realizado recitales en Bruselas, París, Roma, Múnich, Lisboa, Luxemburgo y Zúrich. En 2002/2003, Nelson Freire realizó dos giras de conciertos bajo la dirección de Riccardo Chailly, con la Royal Concertgebouw Orchestra de Ámsterdam y Orchestra Sinfònica de Milán Giuseppe Verdi. También se presentó con la Tonhalle Orchester de Zúrich y la Orquesta Sinfónica NHK de Tokio. Su debut en los Proms fue en agosto de 2005.
Grabó para Sony/CBS, Teldec, Philips y Deutsche Grammophon. Registró, además, los conciertos para piano y orquesta de Liszt con la Dresden Philharmonic bajo la dirección de Michel Plasson para la Berlín Classics. Su grabación de los 24 Preludios de Chopin recibió el Edison Award.
Tuvo un contrato de exclusividad firmado con la Decca y el primer CD producido fue dedicado a las obras de Chopin, que se ganó la aclamación unánime de la crítica musical internacional. La grabación recibió el Diapason d’Or y un premio “Choc” del Monde de la Musique. También quedó como 10.º en el ranking de la revista Répertoire y fue recomendado por la revista Classica. Fue considerado por la Revista Época uno de los 100 brasileños más influyentes del año 2009.
En el Año Chopin 2010, efectuó el concierto de inauguración en la Sala São Paulo.
Daba entre 50 a 60 conciertos por año. No le gustaba dar muchos conciertos. Decía al respecto que “pierde frescura”. No era de su agrado adelantar programas con mucho tiempo de antelación, dado que –según sus propias palabras- uno nunca sabe cuáles serán sus deseos o gustos con alguna obra programada para el momento que tenga que ser ejecutada delante del público. Por eso que a veces efectúaba cambios en los programas ya preparados. También lee y escucha mucha música costumbre que adquirió siendo estudiante en Viena se pasaba comprando partituras y discos para leerlos y escucharlos.
Entre sus compositores preferidos hay que destacar su predilección por Chopin. Por tal motivo, algunas compañías discográficas le han pedido realizar la grabación integral del genio polaco, pero de momento se ha negado, aunque ya ha registrado los Estudios y hace años también los Preludios. Los críticos consideran que sus versiones de Chopin son las de mayor nivel de estos últimos años, en la línea interpretativa marcada por Rubinstein, pero con una calidez personal que resta artificiosidad a los pasajes más pirotécnicos del compositor. Por otro lado, coincidiendo con su personal visión musical, sus interpretaciones en directo son las que mejor transmiten su visión de las obras y la atmósfera que consigue lograr. 
Su vida transcurría principalmente entre las ciudades de París y Río de Janeiro.
Falleció el 1 de noviembre de 2021, a los 77 años, en Río de Janeiro.

## Discografía parcial
Su álbum Chopin The Nocturnes lanzado en 2010, fue su primer certificado en Brasil con el Disco de Oro por la ABPD debido a las más de 40 mil copias vendidas. Su álbum, realizado en 2011 en conmemoración al bicentenario del nacimiento de Franz Liszt, es el CD intitulado «Harmonies du Soir», que homenajea al compositor húngaro. También ha grabado un álbum de música brasileña para piano.
- Bach, Part. clvc. n. 4/Suite ingl. n. 3/Fantasía crom. y fuga/Corali - Freire, 2015 Decca
- Beethoven, Conc. p. n. 5 'Emperador'/Son. p. n. 32 op. 111 - Freire/Chailly/GOL, 2014 Decca
- Chopin, Son. p. n. 3/Estudios op. 25/3 Nuevos Estudios - Freire, 2001 Decca
- Chopin, Estudios op.10/Barcarolla op. 60/Son. pf. n. 2 - Freire, 2004 Decca
- Debussy, Prel. I/D'un cahier d'esquisses/Children's C./Clair de lune - Freire, 2008 Decca
- Argerich & Freire - Live in Salzburg (3 de agosto de 2009) - Argerich/Freire, Deutsche Grammophon
- Freire, Brasileiro - Villa Lobos & Friends, 2011 Decca
- Freire, Radio days. The concerto broadcasts, 1968-1979 - Wallberg/Peters/Masur/Zinman, Decca
- Los Grandes Pianistas del Siglo XX. Vol. 29. Philips

## Premios
En 1964, conquistó el primer lugar en el Concurso Internacional de Piano Vianna de la Motta en Lisboa y en Londres recibió las medallas de oro Dinu Lipatti y Harriet Cohen.
Su grabación de los 24 Preludios de Chopin recibió el Edison Award. Ganó el premio Classic FM Gramophone Awards (2007), por la Grabación del Año, con el CD de los conciertos de piano Brahms.
En 2019 fue galardonado por la Fundación Konex de la Argentina con el Premio Konex Mercosur como una de las figuras más sobresalientes de la Música Clásica en América Latina, galardón que se entrega cada 10 años a dicha actividad.

## Película
En 2003, João Moreira Salles realizó un documental, denominado Nelson Freire que ganó dos premios del gran Premio de Cine de Brasil, en las categorías de Mejor Documental y Mejor Sonido. Participó en la película, la pianista argentina Martha Argerich, con quién Nelson hizo varios conciertos conjuntos y de quién es muy próxima en talento, historia y gustos.